# Calumma parsonii
Calumma parsonii é uma espécie de camaleão nativa de Madagascar. Trata-se do maior camaleão existente, podendo chegar a mais de 65 centímetros de comprimento. Vive nas árvores e possui, como todos os camaleões, olhos que se movimentam independentemente e patas anatomicamente projetadas para se segurar nos galhos. Também é capaz de mudar de cor dependendo do ambiente externo e do humor do animal. Alimenta-se de insetos que captura com sua longa língua pegajosa, que ele atira a uma incrível velocidade.